# (5908) Aichi
(5908) Aichi est un astéroïde de la ceinture principale.

## Description
(5908) Aichi est un astéroïde de la ceinture principale. Il fut découvert le 20 octobre 1989 à Kani par Yoshikane Mizuno et Toshimasa Furuta. Il présente une orbite caractérisée par un demi-grand axe de 2,25 UA, une excentricité de 0,18 et une inclinaison de 6,0° par rapport à l'écliptique.
Il est nommé après la préfecture d'Aichi, au Japon.

## Compléments